# Эстудиантес (футбольный клуб, Буэнос-Айрес)
«Эстудиа́нтес» (Буэнос-Айрес) (исп. Club Atlético Estudiantes), так же известный как «Эстудиантес де Касерос» или «Эстудиантес де Буэнос-Айрес» — аргентинский футбольный клуб из города Касероса в муниципалитете 3 Февраля, входящем в Большой Буэнос-Айрес.
Помимо футбола, в клубе культивируются другие виды спорта — гандбол, карате, катание на роликовых коньках и тхэквондо.

## История
Клуб был основан тремя эмигрантами из Англии — Хансеном, Макхарди и Симонсом. Официальная дата основания «Эстудиантеса» — 15 августа 1898 года. Первое название — «Colegion Nacional Sur». Вначале за команду выступали в основном англичане.
В 1904 году «Эстудиантес» дебютировал в чемпионате Аргентины. К тому времени клуб построил стадион для домашних матчей. В любительскую эпоху «Эстудиантес» выиграл единственный титул — в 1910 году команда завоевала Кубок Компетенсия «Жокей Клуб», обыграв в финале «Химнасию» из Ла-Платы со счётом 3:1.
На протяжении целого десятилетия столичный «Эстудиантес» был одним из ведущих клубов в любительских лигах Аргентины, хотя чемпионского титула завоевать так и не смог. В 1905 году команда заняла третье место в чемпионате. В следующем сезоне поделила второе-третье место в группе A (чемпион был определён в матче между победителями двух групп). В 1907 году «Эстудиантес» впервые стал вице-чемпионом Аргентины.
Подобного результата «Эстудиантес» сумел добиться ещё лишь один раз — в 1914 году. Тогда команда играла в чемпионате под эгидой Ассоциации футбола Аргентины (Asociación Argentina de Football; AAF). Чемпионом стал «Расинг», а «студенты» из Касероса сумели опередить таких соперников, как «Бока Хуниорс» и «Ривер Плейт».
В любительский период «Эстудиантес» играл в элитном дивизионе чемпионата Аргентины на протяжении 31 сезона. В 1934 году команда опустилась во Второй дивизион в результате введения профессионализма и объединения любительских и профессиональных лиг в единую структуру. Команда сыграла в профессиональном чемпионате лишь один раз — в сезоне 1977/1978 (в чемпионатах Метрополитано и Насьональ), но сразу же вылетела обратно во второй эшелон.
С конца 1970-х годов «Эстудиантес» из Касероса играет во втором и третьем эшелонах аргентинского футбола. С 2019 года выступает в Примере B Насьональ, втором дивизионе аргентинской футбольной системы лиг.

## Достижения
- Вице-чемпион Аргентины (допрофессиональный период) (2): 1907, 1914
- Обладатель Кубка Компетенсия «Жокей Клуб» (1): 1910